# Андрологія
Андрологія (грец. ανδρικός — чоловічий + дав.-гр. λόγος — вчення) — розділ медицини, який вивчає чоловіків, чоловічу анатомію та фізіологію, захворювання чоловічої статевої сфери та методи їхнього лікування. Станом на 2010 р. спеціалізація з андрології не існувала. Андрологія включена в курс урології у вищих медичних навчальних закладах України.
Андрологія в Європі розглядається як окремий розділ науки та практики, основні наукові напрями: 
- еректильна дисфункція
- чоловіче безпліддя
- гіпогонадизм
- чоловіча контрацепція
- ожиріння в чоловіків
- проблеми старіння в чоловіків

Хвороби, які притаманні чоловікам:
- баланіт
- рак статевого члена
- крипторхізм
- епідидиміт
- епіспадія
- еректильна дисфункція
- синдром короткої вуздечки
- гідроцеле
- гіпоспадія
- неплідність
- мікропеніс
- орхіт
- парафімоз
- перелом статевого члена
- хвороба Пейроні (англ. Peyronie's disease)
- фімоз
- рак простати
- простатит
- сперматоцеле
- рак яєчок
- перекрут яєчка
- варикоцеле